# Chicco Beiso
Chicco Beiso, né le 3 octobre 1940 à Spotorno, est un peintre italien, vivant et travaillant à Nice. Sa peinture intègre la vivacité gestuelle qui caractérise ses dessins.

## Biographie
C’est après avoir obtenu le bac en Italie qu’il s’est lancé dans la décoration d’intérieurs, ce qui l’a conduit tout naturellement à sa vocation de peintre. Il fréquente le milieu de l’art contemporain italien et obtient sa première exposition personnelle à la galerie Il Punto de Turin. C’est après la découverte des artistes de l’école de Nice qu’il vient vivre en France et c’est à Nice qu’il se fixe et a son atelier.

## Œuvre
Dès les années 1970 Chicco Beiso participe à des expositions collectives auprès des artistes de l'École de Nice. S'inscrivant d'abord dans le courant d'une Nouvelle figuration, il ne cesse par la suite de simplifier ses moyens pour focaliser sa recherche sur le pouvoir de suggestion de la ligne et du trait. 
Dans ses peintures comme ses dessins, les lignes que trace Chicco Beiso jaillissent brusquement, filent dans l'espace à la surface du papier ou de la toile, ondulent, se replient et bifurquent comme pour contourner d'invisibles obstacles, s'arrêtent un moment dans leur élan, renaissent imprévisiblement plus loin. S'attirant à distance, elles se rapprochent, se côtoient, s'articulent et dans leur rencontre tissent soudainement l'image des feuilles et des fruits, des objets quotidiens les plus inattendus, de mystérieux personnages, de tout un bestiaire d'oiseaux ou de poissons.
« Le crayon, lâchant la couleur d'une manière plus généreuse que le pinceau, permet une exécution très rapide et une intensité émotionnelle plus dense », a écrit Chicco Beiso. Au milieu du « désordre
apparent » des traits qui « poursuivent l'organisation d'une figure aléatoire, ambiguë même, à peine saisissable », il guette « une figure qui approche, joue dangereusement avec une ligne au-delà de laquelle il n'y a que des traits », la saisit dans son surgissement, la retient au bord de son effacement. Son art recrée la naissance incessante et le passage fugace des images dans la vision.« Il trace au fusain et au pastel sourd des traits d'une composition elliptique et syncopée. À l'oeil de combler les solutions de continuité pour voir apparaître les formes complétées. Les lignes ont la souplesse maîtrisée d'un Matisse en sa chapelle, ou virevoltante d'un De Kooning », résume Le Delarge.

## Jugements
« Sa peinture est troublante, puissante, sans emphase. Ses dessins nous indiquent le chemin de sa peinture, un trait, un geste, juste une indication vers d'autres espaces, d'autres territoires, toujours avec une très grande pudeur dans son œuvre. Beiso navigue dans sa peinture entre abstraction et figuration, il laisse entrevoir d'autres possibilités : ouverture, disparition. Il suggère, un corps, un cri, une échancrure. Une porte ouverte vers d'autres rencontres dans le mystère du devenir. »
 Frédéric Altmann, Chicco Beiso, D'autres territoires, Espace Création, Lille, 1989. 
« De la surface des choses se détachent en un écoulement continuel des images, membranes ou écorces subtiles, qui en gardent les formes et se répandent dans l'air. Ce pourrait être aux rêves, il y a plus de deux millénaires, des premiers physiciens de la Grèce que le peintre aujourd'hui redonne vie. Enveloppes minces des êtres, les lignes emplissent l'espace, dérivent en tous sens, répercutant en ondes leurs échos, perdent à mesure matière et relief, s'effacent telles nuages et fumées. Voir, c'est rencontrer des rayonnements, passer d'un flux dans un autre. La surface qu'interpose le peintre en révèle les traces fragiles qui s'y déposent doucement, achèvent leur errance. »
Chicco Beiso, De la nature des choses, Éditions de l'Orycte, Paris, 1989 (pp.8-9).
« Les dessins, les peintures de Chicco Beiso s'enracinent dans un vacillement prolongé entre le désir indécis des Lignes d'aller au milieu de l'espace pour elles-mêmes, en elles-mêmes, et les significations auxquelles elles finissent capricieusement par se donner, qu'elles acceptent pour un temps de recevoir. (...) D'entre les Lignes resurgissent les mêmes signes ou d'autres insensiblement. Défile tout un bestiaire : oiseaux nombreux, chevaux ou chèvres, loups et poissons. Tout un univers familier, incertain : de tables et de lits, de chaises, de flacons, quelques machines. Et toute l'humanité décisivement féminine qui, depuis les 'Woman' magdaléniennes, traverse la main des peintres.(...) C'est à rebours que Chicco Beiso semble parcourir l'histoire des Lignes, les délivrant du poids des conventions accumulées, leur restituant leur saveur perdue. »
Chicco Beiso, Entre les lignes, Éditions de l'Orycte, Paris, 1993 (pp.4-9).

## Expositions

### Principales expositions personnelles
- 1972, Galerie Il Punto, Préface d'Annalisa Mandia, Turin.
- 1976, Galerie Frédéric Altman, Préface d'André Verdet, Nice.
- 1982, Galerie Il Punto, Calice Ligure.
- 1984, Galerie Le Nez en l'air, Nice.
- 1986, Galerie Balestrini, Préface de Michel-Georges Bernard, Albissola Mare.
- 1989, Espace Création, Préface de Frédéric Altman, Lille.
- 1991, Galerie Balestrini, Albissola Mare.
- 1993, Galerie La Soffita, Préface de Laura Mascardi, Sesto Fiorentino.
- 1994, Palais du Pape, Gênes.
- 1994, Galerie Théâtre Gérard Philipe, Frouard (Meurthe-et-Moselle).
- 1997, Galerie du Port, La Ciotat.
- 1997, Musée municipal Saint-Paul[1].
- 2004, Tutto è appeso a un filo, Associazione Culturale Satura, Gênes.

### Expositions collectives
- Chicco Beiso a participé à de nombreuses expositions collectives en France - Biot, Cagnes-sur-Mer, Menton (Biennale internationale d'Art, 1972), Nice (Biennale de la Jeune peinture méditerranéenne, 1978 ; Écriture dans la peinture, Centre national d'art contemporain de la Villa Arson, 1984), Saint-Paul de Vence, Toulon (Salon international d'Art, 1973, 1976) - et en Italie - Albissola Mare, Calice Ligure, Savona, Soresina, Turin -.
- Helenbeck gallery, Estival minimal, Nice, (avec notamment Arman, Sonia Delaunay, Sol Lewitt, Victor Vasarely, Ben Vautier, juin-septembre 2016.
- Helenbeck gallery, Nice, (avec notamment Nobuyoshi Araki, Arman, Ben, Louis Cane, César, Jean Dubuffet, Jonone), mars-mai 2017.
- Choleva/ Beiso/ Stora/ Mauplot, De-Hors, Nuit des arts, Vence, 2017.
- Bouillons de culture, 1960-1980, Vieux-Nice, Nice, Palais Lascaris, 5 octobre 2018-1er avril 2019.

## Éléments de bibliographie
: source utilisée pour la rédaction de cet article
- Écritures dans la peinture, préface de Henri Maccheroni, Centre Artistique de Rencontres Internationales Villa Arson, Nice, 1984.  (ISBN 2905075031)
- Frédéric Altmann, Chicco Beiso, D'autres territoires, Espace Création, Lille, 1989.
- Chicco Beiso, De la nature des choses, Éditions de l'Orycte, Paris, 1989.
- Chicco Beiso, Entre les lignes, Éditions de l'Orycte, Paris, 1993.